# Normandiskt hål
Normandiskt hål, på franska trou normand, är ett slags mellanrätt som serveras i en måltid med många rätter för att stimulera matsmältningen och minska mättnadskänslan.
Den vanligaste ingrediensen i ett normandiskt hål är Calvados. Calvadosen serveras antingen som den är, 2-3 cl, eller i form av en sorbet gjord på Calvados.